# X線顕微鏡

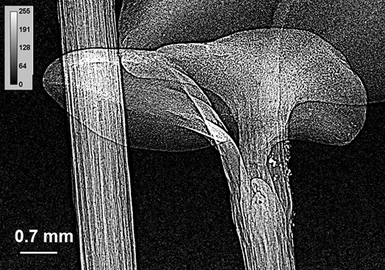
菜種のX線顕微鏡画像

X線顕微鏡（Xせんけんびきょう）とは、X線をプローブとして観察する顕微法の総称である。

## 概要
可視光に比べて波長の短いX線を使用するため、空間分解能が高い画像を得ることができる可能性があり、注目されている。観測法としては結像型・走査型が、観測手段によりX線吸収・位相変化・蛍光X線などの利用がある。強度の強い光源が必要となるため、主にシンクロトロン放射光を利用して発達している。用いられる光学素子として最も代表的なのはゾーンプレートである。現在の分解能は 15 nm が最高値である。

## 用途
- 材料研究
- 生物学
- 半導体